# Douzillac
Douzillac is een gemeente in het Franse departement Dordogne (regio Nouvelle-Aquitaine) en telt 710 inwoners (1999). De plaats maakt deel uit van het arrondissement Périgueux.

## Geografie
De oppervlakte van Douzillac bedraagt 17,0 km², de bevolkingsdichtheid is 41,8 inwoners per km². Door de gemeente stroomt de Isle.

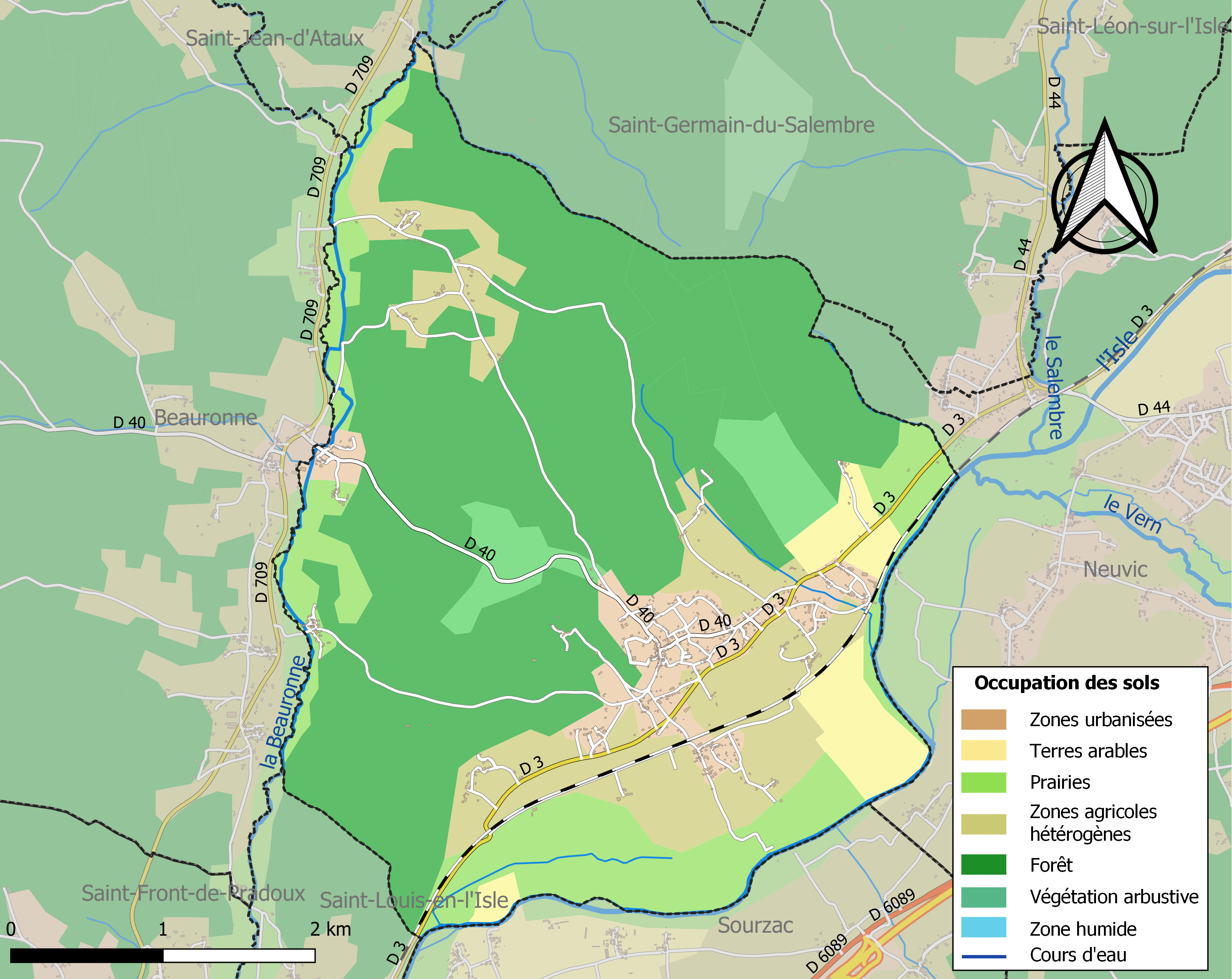
Kaart van de gemeente met de belangrijkste infrastructuur, bodemgebruik en omliggende gemeenten

## Demografie
Onderstaande figuur toont het verloop van het inwonertal (bron: INSEE-tellingen).

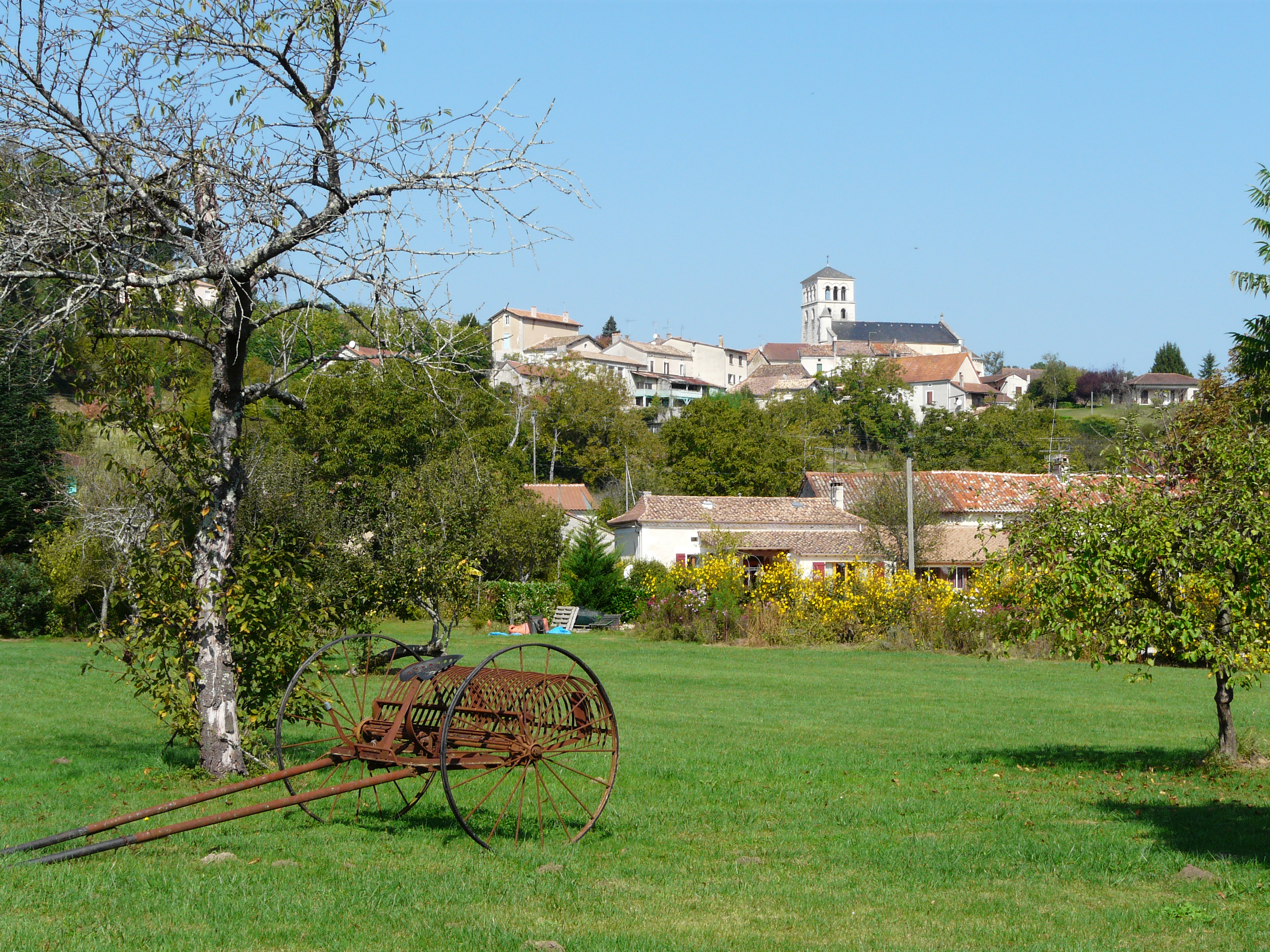
Douzillac met het Kasteel van Mauriac (Douzillac)